# 汪氏祠堂
汪氏祠堂又名石狮祠堂，位于中国安徽省黄山市黟县碧阳镇碧山村。建于清。是碧山村内原有的36座汪姓祠堂中的一座。
汪姓曾是碧山大族，曾发展到世德堂、明睦堂等十三门，村内有36座祠堂。大部分已被拆毁。该建筑三开间两进，面积396平方米，保护情况一般。
2017年，汪氏祠堂已公布为黄山市文物保护单位。。